# Buthacus villiersi
Espèce
Buthacus villiersi est une espèce de scorpions de la famille des Buthidae.

## Distribution
Cette espèce est endémique du Sénégal. Elle se rencontre vers Mbao.

## Description
Le mâle décrit par Lourenço et Qi en 2007 mesure 28,0 mm.

## Étymologie
Cette espèce est nommée en l'honneur d'André Villiers.

## Publication originale
- Vachon, 1949 : « Études sur les Scorpions. III (suite). Description des Scorpions du Nord de l’Afrique. » Archives de l’Institut Pasteur d’Algérie, vol. 27, no 1, p. 66-100.